# Abdoulaye Sadji
Abdoulaye Sadji, född 1910 i Rufisque i Senegal, död den 25 december 1961 i Dakar, var en senegalesisk författare och lärare. Sadji var son till en muslimsk präst (marabout), och utbildades i koranskola. Han arbetade på radio i Dakar på 1950-talet, och skrev en läsebok för folkskolan tillsammans med Léopold Sédar Senghor.
Sadji gav ut två romaner, Maïmouna: petite fille noire (1953) och Nini, mulâtresse du Sénégal (1954), samt flera noveller, varav "Tounka" (1952) och "Modou-Fatim" (1960) är de mest kända. Hans verk kretsar i stor utsträckning kring landsortsflickor som försöker anpassa sig till ett liv i storstaden.